# Noirétable
Noirétable är en kommun i departementet Loire i regionen Auvergne-Rhône-Alpes i centrala Frankrike. Kommunen ligger i kantonen Noirétable som tillhör arrondissementet Montbrison. År 2022 hade Noirétable 1 587 invånare.

## Befolkningsutveckling
Antalet invånare i kommunen Noirétable
| Referens: INSEE |